# Структури баз даних
Таблиці даних та індекси можуть бути збережені на диск в одній з декількох форм, включаючи впорядковані/невпорядковані плоскі файли, ISAM, хеш файли, хеш-таблиці, або B+ дерева. Кожна форма має свої особливі переваги та недоліки. Найбільш часто використовувані форми B+ дерева і ISAM (англ. Indexed Sequential Access Method — індексно-послідовний метод доступу). Такі форми або структури є одним з аспектів загальної схеми, яка використовується рушієм бази даних для зберігання інформації.

## Невпорядкована плоска база даних
Плоска база даних — структура, яка характеризується тим, що дані зберігаються у текстових файлах у вигляді таблиці.

Плоска база даних

Невпорядковане збереження, як правило, зберігає записи в порядку, в якому вони додані. Таке зберігання забезпечує гарну ефективність при виконанні операції по додаванню нових даних ({\displaystyle O\left(1\right)}), але погану ефективність під час пошуку ({\displaystyle O\left(n\right)}).
На практиці пошук працює швидше ніж ({\displaystyle O\left(n\right)}), оскільки більшість баз даних використовують індекси з первинними ключами, в результаті час пошуку становить {\displaystyle O\left(\log n\right)} або {\displaystyle O\left(1\right)} для ключів, які збігаються зі зміщенням строк бази даних в системі зберігання.

## Впорядкована плоска база даних
Впорядковане збереження, як правило, зберігає записи впорядковано, при додаванні нового запису вимагається зміна порядку або збільшення розміру файлу, в результаті ми маємо низьку ефективність при додаванні нового запису. Проте, упорядковане збереження забезпечує більш ефективний пошук, коли записи попередньо відсортовані, у результаті чого складність становить {\displaystyle O\left(\log n\right)}.

## Структуровані файли

### Купа
Тут мається на увазі невпорядковані записи змінного розміру, не плутати з купою - структурою даних, що є впорядкованою.
- Найпростіший метод збереження 
  - ефективне додавання елементів, нові записи додаються в кінець файлу, в хронологічному порядку.
  - неефективний пошук, бо він має лінійну складність.
  - видалення здійснюється шляхом маркування вибраних записів маркером «видалені»
  - вимагає періодичної реорганізації, якщо файл часто змінюється
- Переваги методу
  - ефективний для масового завантаження даних
  - ефективний для відносно невеликих взаємозв'язків, оскільки дозволяє зекономити на процедурі реіндексу.
  - ефективний при такому типі пошуку, коли результатом пошуку є значна частина записів, що зберігається в такій базі.
- Недоліки
  - неефективний для вибіркового пошуку з допомогою ключових значень, особливо якщо вони ці значення -  великі
  - сортування може зайняти багато часу
  - не підходить для часто змінюваних таблиць

Хеш таблиця

### Хеш-бакети
Бакетом (англ. bucket — відро) називають набір елементів хеш‑таблиці зі співпадаючими/близькими за значеннями хеш‑функціями.
- Хеш-функції обчислюють адресу сторінки, в якій записи зберігаються на основі одного або декількох полів запису
  - функції хешування вибрані, щоб переконатися, що адреси рівномірно розподілені по всьому адресному просторі
  - 'місткість' як правило, від 40 % до 60 % від загального розміру файлу
  - унікальність адрес не гарантується, так що необхідно виявляти колізії і використовувати механізми для їх вирішення
- Відкрита адресація
- Зв'язані/розв'язані переповнення
- Плюси і мінуси:
  - ефективний для точного збігу ключових полів
  - не підходить для вилучення діапазону, яке вимагає послідовне зберігання
  - підраховує, де зберігаються записи на основі полів запису
  - хеш-функції забезпечують рівномірне поширення даних
  - можливі колізії, тому необхідне їх виявлення  і відновлення

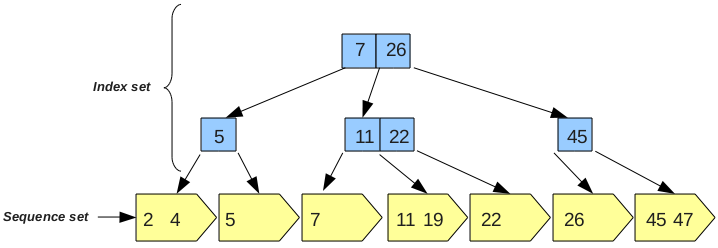
B+ дерево

### B+ дерева
Є найбільш часто використовуваними на практиці.
Час, витрачений на доступ до будь-якого запису — це ж те ж саме, що і число шуканих вузлів.
Коли індекс є повним індексом, тоді файл даних не повинен бути рядкованим
- Плюси та мінуси:
  - універсальна структура даних послідовного і довільного доступу
  - швидкий доступ
  - ефективно підтримується exact, range, part key та pattern matches
  - летючі файли не є ефективними, тому що індекс — динамічно збільшується і зменшується, коли таблиця збільшується і зменшується
  - менше підходить для відносно стабільних файлів — в цьому випадку, ISAM є більш ефективним

## Орієнтація даних
Більшість звичайних реляційних баз даних використовують «рядково-орієнтоване» зберігання, що означає, що всі дані, пов'язані з даним рядком, зберігаються разом. «Стовпцево-орієнтована» СУБД, навпаки, зберігає всі дані з певного стовпця разом для швидшого виконання запитів в базі даних. Кореляційна база даних схожа на «рядково-орієнтовану» базу даних, але використовує багато побічних шарів для зіставлення декількох примірників одного значення для числового ідентифікатора.